# Gare de Berlin Nöldnerplatz
La gare de Berlin Nöldnerplatz est une gare ferroviaire allemande de la ligne de Prusse-Orientale. Elle est située sur la Nöldnerplatz (de) dans le quartier de Rummelsbourg à Berlin.
C'est une gare de la Deutsche Bahn desservie par des trains de la S-Bahn de Berlin.

## Histoire
Avec l'élévation des voies de la ligne de Prusse-Orientale, la gare ouvre le 1er octobre 1902 d'abord sous le nom de Rummelsburg-Ost. En octobre 1914, elle prend le nom de Neu-Lichtenberg. Le 6 novembre 1928, l'électrification est faite sur la voie. Le 12 décembre 1954, elle prend le nom de Nöldnerplatz.
À l'ouest de la gare, la ligne de Berlin Frankfurter Allee à Berlin-Rummelsbourg traverse la Kaskelstraße, l'Ostbahn et l'Archibaldweg sur un pont. Au nord des voies de la S-Bahn se trouve une voie non électrifiée de la ligne de Prusse-Orientale en direction de la gare de Berlin-Lichtenberg et de vastes installations de stationnement avec des hangars à moteur et des bâtiments d'atelier. En 2003, un groupe d'artistes s'installe dans certains bâtiments de ce complexe sous le nom de BLO-Ateliers.

## Service des voyageurs

### Accueil
Le seul accès à la plate-forme est un tunnel piétonnier sur le côté ouest reliant Nöldnerplatz et Kaskelstraße dans Victoriastadt. Il n'y a pas de bâtiment d'accueil, juste un poste de garde sur la plate-forme, qui - ainsi que le préau de la moitié ouest de la plate-forme. La couverture de la plate-forme se compose d'un toit en bois sur des colonnes en fonte. Le portail d'entrée sur le côté sud est construit dans les années 1960.

### Intermodalité
La gare est en correspondance avec les lignes d'omnibus de la BVG 194, 240, 396 et N94.